# 朝日町ワイン
有限会社朝日町ワイン（あさひまちワイン）は、山形県西村山郡朝日町に本社を置く酒造メーカー。

## 概要
大朝日岳の東部山麓地域にある朝日町にあるワインメーカーである。
朝日町は最上川が21kmにわたって南北に流れ、町土の約76％が、国立公園を始めとする山林で占められている町で、最上川の両岸に広がる河岸段丘は、傾斜地で腐植に乏しい粘土質の土壌であり、この環境がワインの原料のブドウの栽培に適した土地であり、朝日町のブドウを使い同名のワインなどを製造している。
2000年にワイン試飲やワイナリー見学ができる朝日町ワイン城が完成している。

## 歴史
1944年、山形果実酒製造有限会社として創業。1990年に社名を現在の有限会社 朝日町ワインへと変更している。ワインの成分の酒石酸から電波発信機に使う軍需物資であるロッシェル塩を取り出すことを目的に、当時の政府が全国のブドウ産地に命じてワイン工場を造らせたのが創業の始まりとされている。
戦後（1945年以降）は大手ワインメーカーの下請けとしてワインの原酒製造を主に行っていた。1973年には農業協同組合の援助を受けて自社ワインの製造を始め、「サンワイン」と命名したワインが完成。2年後の1975年に朝日町と現在のJAさがえ西村山である地元農協の共同出資で自社ブランドのワイン造りを開始し、1979年にマスカットベーリーA、セーベル、リースリング種を原料とした新製品「朝日町ワイン」が誕生した。
ワインの他、1999年にはブランデーの製造免許を取得し、1985年より試験蒸留を始めたブランデーの新商品「高野」を発売している。
2013年と2014年に国産ワインコンクール（現日本ワインコンクール）の国内改良等品種（マスカットべーリーA）赤部門で2年連続の金賞・部門最高賞・コストパフォーマンス賞を受賞。2016年にはG7伊勢志摩サミット2日目のワーキングランチにマイスターセレクションバレルセレクションルージュ2013が提供されている。

## 受賞歴
「日本ワインコンクール（Japan Wine Competition）」
- 第11回 2013年（平成25年）金賞受賞[4]
  - 国内改良・赤、部門最高賞・ｺｽﾄﾊﾟﾌｫｰﾏﾝｽ賞「マイスターセレクション 2011 遅摘みマスカットベリーA赤辛口」
- 第12回 2014年（平成26年）金賞受賞[5]
  - 国内改良・赤、部門最高賞 ・ｺｽﾄﾊﾟﾌｫｰﾏﾝｽ賞「2012 ﾏｲｽﾀｰｾﾚｸｼｮﾝ 遅摘みﾏｽｶｯﾄﾍﾞﾘｰＡ 赤」
  - 国内改良・赤「2012 ﾏｲｽﾀｰｾﾚｸｼｮﾝ ﾊﾞﾚﾙｾﾚｸｼｮﾝ ﾙｰｼﾞｭ」
- 第14回 2016年（平成28年）金賞受賞[6]
  - 国内改良・赤、コストパフォーマンス賞「2015 柏原ヴィンヤード 遅摘み 赤」
- 第16回 2018年（平成30年）金賞受賞[7]
  - 国内改良・赤、部門最高賞・コストパフォーマンス賞「2017 柏原ヴィンヤード 遅摘み 赤」

## 朝日町ワインまつり
朝日町ワインを味わいながら、野外でのバーベキューワインパーティを楽しむ『朝日町ワインまつり』が例年9月に朝日町で開催されている。
2020年〜2022年は新型コロナウイルス感染症拡大の影響で中止となった。2021年は代替企画として「おうちでワインまつりスペシャルセール」を開催した。2023年に4年ぶりに開催した。